# Freepik
Freepik es una empresa tecnológica que ofrece herramientas de IA para la creación y edición de contenido audiovisual. La empresa también ofrece herramientas de diseño impulsadas por IA, imágenes generadas por IA y una amplia colección creciente de fotografías de archivo, ilustraciones y gráficos vectoriales, operando bajo un modelo de negocio freemium.

## Historia
Freepik fue fundada en 2010 por los hermanos Alejandro Sánchez y Pablo Blanes, junto con su amigo Joaquín Cuenca, fundador de Panoramio (adquirido por Google). En un principio se trataba de un buscador que indexaba contenido de las 10 principales webs de contenido gratuito para diseñadores.
En 2014, Freepik dejó de ser simplemente un metabuscador y se convirtió en un productor de recursos gráficos gratuitos a gran escala.
En 2015 se lanzó el modelo de suscripción. Los usuarios que pagan una cuenta Premium tienen acceso a más recursos y a contenido exclusivo en la plataforma, sin necesidad de atribuir.
En 2018 Freepik cambió su identidad visual y presentó un nuevo logo. Este rediseño incluyó una nueva fuente, un isotipo modificado, al igual que la paleta de colores. El objetivo de este cambio fue redefinir la imagen de la marca y acercarla más a las tendencias del diseño gráfico.
En 2020 durante el brote de Coronavirus, como parte de una iniciativa de RSC de Freepik Company, Freepik ofreció sus recursos de manera gratuita para sanitarios, educadores, periodistas y trabajadores de las instituciones públicas.
En abril de 2025, la empresa lanzó Freepik Enterprise, un plan diseñado para organizaciones que requieren soluciones creativas a gran escala. Este plan incluye acceso centralizado a herramientas de inteligencia artificial y contenido gráfico, usuarios ilimitados con uso basado en créditos, inicio de sesión único (SSO), gestión avanzada de permisos, soporte completo y cobertura legal para contenido generado mediante IA.

## Adquisiciones
En junio de 2022, Freepik anunció la adquisición de Videvo, un sitio web de stock con sede en el Reino Unido, para expandirse al contenido de vídeo y audio.
En octubre de 2022, Freepik adquirió Iconfinder, un mercado danés de iconos, y Original Mockups, un proveedor de recursos 3D y plantillas de mockups. Estas adquisiciones aumentaron la oferta de recursos de diseño de Freepik y su presencia en los mercados nórdico y latinoamericano.  
En octubre de 2023, la empresa anunció su adquisición de EyeEm, un rival formal de Instagram, asegurándose el acceso a una colección de 160 millones de fotos de stock. Durante este periodo, Freepik abrió su oficina de San Francisco y pasó de ser una plataforma pura de imágenes de stock a un proveedor de productos y herramientas de Gen-AI.
En mayo de 2024, Freepik adquirió Magnific, una startup española especializada en el aumento de escala y la mejora de imágenes mediante IA.

## Productos
Freepik es una plataforma de contenidos digitales que incorpora la inteligencia artificial (IA) para mejorar la creación de contenidos. Con una base de usuarios que supera los 100 millones y cerca de 800.000 suscriptores, la empresa opera desde Málaga (España) y San Francisco (Estados Unidos). La plataforma combina herramientas basadas en IA con un gran banco de contenidos de stock y se adapta constantemente a las tendencias emergentes en diseño y tecnología.
La plataforma proporciona a los profesionales creativos, como los diseñadores, los fotógrafos y los anunciantes, herramientas basadas en la IA para facilitar la producción de contenidos. Sus algoritmos avanzados generan, perfeccionan y optimizan las imágenes, haciendo más accesibles las imágenes de alta calidad. Originalmente centrada en la distribución de contenidos de stock. Freepik ha evolucionado hasta convertirse en una plataforma de creación de contenidos totalmente basada en IA, ofreciendo un banco de 250 millones de activos y herramientas basadas en IA, como un generador de vídeos e imágenes.
Freepik ofrece una gran variedad de productos y funciones:
- Generador de Imágenes con IA es una herramienta para crear imágenes fotorrealistas y arte digital a partir de prompts de texto utilizando modelos avanzados de IA.[30][33][34][35][36]
- Generador de Vídeos con IA permite a los usuarios transformar prompts e imágenes descriptivos en clips de vídeo cortos, simplificando la creación de vídeos.[37][38][31][24]

- Freepik AI Custom Seed garantiza consistencia en personajes y escenas en videos generados con inteligencia artificial, manteniendo su apariencia y estilo a lo largo de diferentes tomas.[39]
- Generador de Voz con IA convierte el texto escrito en habla natural, reproduciendo el tono y la emoción en varios idiomas y acentos.[40][41]

- Personajes, Estilos y Objetos personalizados: permite generar imágenes consistentes mediante la técnica de adaptación de bajo rango (LoRA), que analiza y almacena perfiles visuales para asegurar la coherencia en estilos, personajes u objetos en futuras creaciones con IA.[23][24]

- Retocar es una función de edición de imágenes basada en IA que permite añadir, eliminar o mejorar elementos en las fotos.[25]
- Herramienta para mejorar la calidad y resolución de las imágenes hasta 10K, refinando los detalles y evitando el desenfoque o pixelación.[21]
- Eliminador de Fondos elimina automáticamente los fondos de las imágenes, produciendo archivos PNG transparentes para una mayor personalización.[22]
- Reimagine utiliza la IA para reinterpretar las imágenes a través de prompts editables, ofreciendo infinidad de variaciones de una misma imagen.[42][43] [44]
- Boceto a Imagen convierte bocetos digitales en imágenes perfeccionadas en tiempo real, con soporte para prompts escritos y entradas adicionales.[45][44]

- Imágenes y Vídeos de Stock: banco de millones de imágenes de stock de alta calidad, elementos de diseño, vídeos y archivos de audio, disponibles a través de suscripciones gratuitas o premium.[27]
- Plantillas y Mockups: ofrece una gran variedad de plantillas y mockups personalizables para marcas, presentaciones y escaparates de productos.[28]

- Iconos: amplia colección de iconos SVG escalables diseñados para su uso en proyectos profesionales y personales.[29]
- Editor de vídeos: permite crear proyectos de vídeo de forma rápida y profesional, con funciones básicas de edición que incluyen la incorporación de clips de vídeo, texto, imágenes, música y otros elementos visuales.[46]

- Herramienta de IA para mejorar la calidad de los vídeos hasta 4K: mediante la integración con Topaz, permite transformar vídeos de baja resolución y escalarlos hasta una calidad Ultra HD 4K y una frecuencia de 60 FPS.[47][48][49]
- Asistente de IA: combina la generación de imágenes de ChatGPT con las herramientas de creación y edición de Freepik a través de una conversación natural y en tiempo real.

## Reconocimiento
En 2022, Freepik fue nombrada en los premios de G2 al Mejor Software de 2022, ocupando el puesto 17 en la lista de software más vendido en Europa, Medio Oriente y África. Posteriormente, alcanzó el puesto 43 en la lista de mejores productos de diseño.
Según el Ranking de Alexa, un medidor de popularidad de sitios web, Freepik ocupa el puesto 107 en tráfico global de internet.